# سرژ دوبروسکی
ژولین سِرژ دوبروسکی (به فرانسوی: Julien Serge Doubrovsky) زادهٔ ۲۲ مه ۱۹۲۸ در پاریس و درگذشتهٔ ۲۲ مارس ۲۰۱۷ در همان شهر، نویسنده و منتقد ادبی یهودی اهل فرانسه است. او به پدر ژانر ادبی خوداِنگاری (Autofiction) معروف است.

## آثار
- Le Jour S, 1963.
- La Dispersion, 1969.
- Fils, 1977.
- Un amour de soi, 1982.
- La Vie l'Instant, 1984.
- Le Livre brisé, ۱۹۸۹.
- L'Après-vivre, 1994.
- Laissé pour conte, 1999.
- Un homme de passage, 2011.
- Le Monstre, 2014.